# کالج سنت جان، کمبریج
کالج سنت جان (انگلیسی: St John's College, Cambridge) یکی از کالج‌های تشکیل‌دهنده دانشگاه کمبریج است که توسط لیدی مارگارت بوفرت مادرسالار دودمان تودور در ۹ آوریل ۱۵۱۱ بنیان نهاده شد. نام اصلی و کامل این مرکز آموزشی «دانشکدهٔ یوحنای بشارت‌دهنده در دانشگاه کمبریج» بود و اهداف آن همان‌طور که در اساسنامه‌اش آن مشخص شده‌است، ترویج آموزش، دین، یادگیری و پژوهش است. به لحاظ تعداد دانشجو، این کالج یکی از بزرگ‌ترین دانشکده‌های آکسبریج است. در سال ۲۰۲۲، کالج سنت جان در «جدول تامپکینز» (جدول رده‌بندی سالانه کالج‌های کمبریج) در رتبه ششم از میان ۲۹ کالج قرار گرفت و بیش از ۳۵ درصد از دانشجویان آن نمرات و رتبه درجه یک (عالی) را کسب کردند.
در میان فارغ التحصیلان کالج سنت جان، دوازده برندهٔ جایزه نوبل، هفت نخست‌وزیر، دوازده اسقف اعظم کشورهای مختلف، دست‌کم دو شاهزاده و سه قدیس دیده می‌شوند. شاعر رمانتیک ویلیام وردزورث و همچنین دو فعال مدنی به نام‌های ویلیام ویلبرفورس توماس کلارکسون که با فعالیت‌هایشان، قانون تجارت برده مصوب ۱۸۰۷ و برده‌داری رسمی را امپراتوری بریتانیا خاتمه دادند؛ از دانش آموختگان این دانشکده هستند. ویلیام، شاهزاده ولز حین گذراندن یک دوره دانشگاهی در زمینهٔ «مدیریت املاک» در سال ۲۰۱۴ با این دانشکده در ارتباط بود.
یکی دیگر از دلایل سرشناسی این کالج، «گروه کُر» آن است که شهرت جهانی دارد و یکی از برترین گروه‌های کُر و همخوانی دانشگاهی جهان است. جامعهٔ روشنفکری حواریون کمبریج و باشگاه علوم اخلاقی دانشگاه کمبریج هر دو توسط دانش‌آموختگان کالج سنت جان بنیان نهاده شد.
در سال ۲۰۱۱، کالج پانصدمین سالگرد تأسیس خود را جشن گرفت؛ رویدادی که با دیدار و حضور ملکه الیزابت دوم و شاهزاده فیلیپ، دوک ادینبرو صورت پذیرفت.

## برخی دانش‌آموختگان مشهور

### نخست‌وزیر
- چارلز واتسون-ونتورث راکینگهام
- جورج همیلتون-گوردون
- هنری جان تمپل
- آلفرد دامت
- مانموهان سینگ

### برندگان جایزهٔ نوبل
- پل دیراک
- ماکس برن
- راجر پنروز
- ادوارد ویکتور اپلتون
- جان داگلاس کاکرافت
- فردریک سنگر
- موریس ویلکینز
- نویل فرانسیس مات
- عبدالسلام
- آلن کورماک
- اریک ماسکین

### برندگانمدال کاپلی
- ویلیام هرشل
- جان هرشل
- جان کاوچ آدامز
- جیمز جوزف سیلوستر
- جورج داروین
- جوزف لارمر
- چارلز الگرنون پارسونز
- آرتور شوستر
- هارولد جفریس
- دابلیو. وی. دی. هاج
- فردریک سنگر
- رودولف پیرلز
- دیوید کاکس

### سایرین
- مانموهان سینگ
- جان دی
- درک جاکوبی
- بن جانسن
- توماس هابز
- آلفرد مارشال
- داگلاس آدامز
- جنیفر ایگان